# A Vasas Szakszervezeti Szövetség Székháza
A Vasas Szakszervezeti Szövetség Székháza egy budapesti épület.

## Története
A székház 1927–1928-ban épült art déco jellegű stílusban. Budapesten, a VIII. kerületben található, a Magdolna utca 5-7. alatt, de van bejárata a Baross utca felől is. Tervezője Tauszig Béla és Róth Zsigmond volt.
Díszterme méltán híres. A Kopp Ferenc munkáját dicsérő festettüveg ablakai műemlékvédelem alatt állnak.

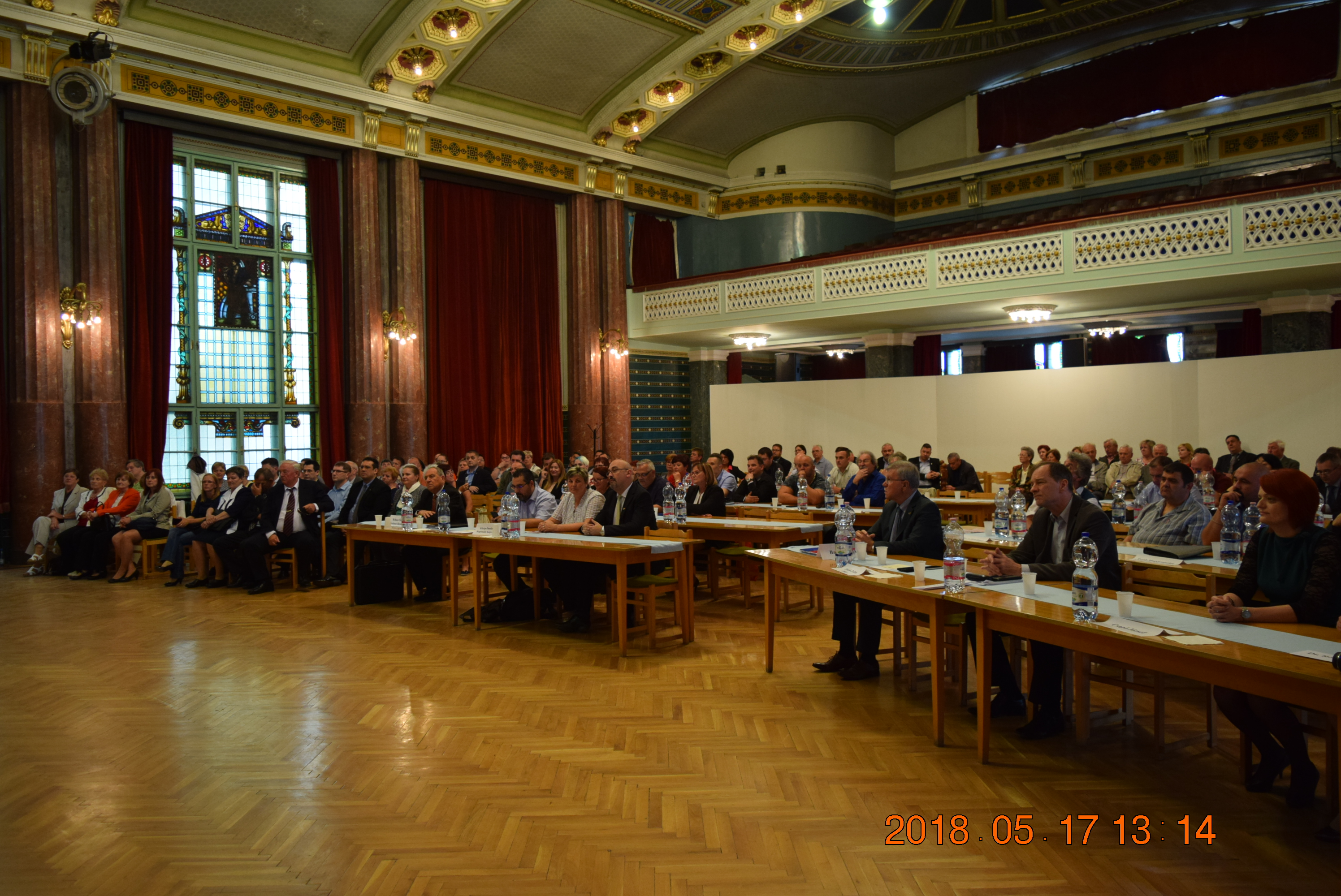
A díszteremben éppen kongresszus zajlik

A terem adott otthont a híres vasas matinéknak, melyeken Gobbi Hilda és Major Tamás is fellépett.
Ott tartották a Budapesti Vasasok Dalkarának próbáit, hangversenyeit és a munkásoknak szervezett tánctanfolyamokat.
Már 1929-től a székházban működik a Vasas Könyvtár. Gazdag szak- és szépirodalmi – mintegy 132 000 kötettel –, valamint hangoskönyv-állománnyal rendelkezik. Közművelődési jellegéből adódóan gyűjteményében megtalálhatók a magyar és külföldi, klasszikus és kortárs írók szépirodalmi és szakirodalmi művei, kiemelten a filozófiai, pszichológiai, szociológiai, közgazdaság-tudományi, történettudományi művek. Az olvasóknak lehetősége nyílik a kézikönyvek és folyóiratok helyben olvasására is. A könyvtárban 39-féle folyóirat, heti- és napilap található.
Jelenleg a Vasas kongresszusai mellett különböző konferenciáknak, közösségi rendezvényeknek, gyűléseknek, diplomaosztóknak a színtere.
Történelmi kapcsolódása, hogy a Vasas-székházban zajlott Rajk László pere.
Számos film használta díszletének a székházat:
- Fehér isten
- Jelenjék meg a Vasas székházban